# Svartriddarstekel
Svartriddarstekel (Episyron gallicum) är en stekelart som först beskrevs av Tournier 1889.  Svartriddarstekel ingår i släktet riddarvägsteklar, och familjen vägsteklar. Enligt den svenska rödlistan är arten nationellt utdöd i Sverige. . Arten har tidigare förekommit i Svealand men är numera lokalt utdöd. Artens livsmiljö är stadsmiljö, jordbrukslandskap.